# Патрульные катера класса «Сентинел»
Sentinel — тип патрульных катеров Береговой охраны США. Класс «Сентинел» разработан на базе проекта «Дамен Стэн Патрол 4708». 
Предназначены для патрулирования территориальных вод, проведения поисково-спасательных операций, борьбы с контрабандой, наркоторговлей и незаконной миграцией.
Строительство начато в 2008 году, первый катер вступил в строй в 2012 году.